# Ingova pravidla
Ingova pravidla jsou upravená pravidla hry go, která sestavil ve 2. polovině 20. století bohatý mecenáš a propagátor hry go, Ing Chang-ki. Ingova pravidla vycházejí z čínských pravidel a jejich hlavním přínosem je řešení řady sporných situací, vedoucích podle tradičních pravidel k nejednoznačnosti nebo remíze.
Hlavním rozdílem proti tradičním pravidlům je přísnější pravidlo ko a povolení sebevraždy. Počítání skóre je založeno na čínském systému kamenů a území. K usnadnění počítání slouží speciální hrací soupravy.
Jednou ze zvláštností je i nazvání hry go slovem Goe, aby se nepletla s anglickým slovesem jít.